# Юнгфрау (железная дорога)
Железная дорога «Юнгфрау» (нем. Jungfraubahn) — зубчатая железная дорога в Бернских Альпах кантона Берн в Швейцарии, высочайшая железная дорога в Европе
Она начинается в Кляйне-Шайдег и поднимается в туннеле, пробитом в скалах, через Эйгер (нем. Eiger) и Мёнх (нем. Mönch) на перевал Юнгфрауйох (нем. Jungfraujoch). Протяженность железной дороги составляет 9 км, 1400 метров перепада высот. Более 7 км пути проходят по туннелю.

## История
С 1860 года существовало несколько планов строительства горной железной дороги на Юнгфрау, но все они заканчивались неудачей из-за финансовых трудностей. В 1870 году такой план предложил национальный советник Фридрих Зейлер, в 1889 году Морис Кохлин и Александр Траувейлер. В июле 1890 года Эдуард Лохер вместе с Морисом Кохлином получил разрешение на строительство, однако до технического воплощения дело так и не дошло. То же произошло и с планом строительства железной дороги на Эйгер.
20 декабря 1893 года промышленник Адольф Гуйер-Целлер подал прошение на строительство зубчатой железной дороги. По его плану она должна была начинаться в Кляйне-Шайдег (станции железной дороги «Венгернальп»), а затем идти по длинному туннелю через массив Эйгера и Мёнха на вершину Юнгфрау. Промышленник поставил для себя цель жизни, — построить эту дорогу. «Все должны иметь возможность увидеть эту необыкновенную красоту» — считал он.
Гуйер-Целлер получил разрешение на строительство при условии предоставления доказательства, что разрежённый воздух высокогорья не нанесёт вреда здоровью рабочих, а позднее и пассажирам железной дороги. Поэтому 15 сентября 1894 года в три часа утра из Церматта на Брайтхорн в Пеннинских Альпах (кантон Вале) отправилась группа испытуемых. Семь человек в возрасте от 10 до 70 лет отнесли на носилках на высокогорное плато на высоту 3750 м, результат повторного обследования не обнаружил отрицательного воздействия прогулки на их здоровье, и 21 декабря 1894 года Федеральный совет выдал соответствующее разрешение.
С самого начала Гуйер-Целлер планировал электроснабжение дороги и в 1896 году получил разрешение на строительство электростанций.

### Строительство

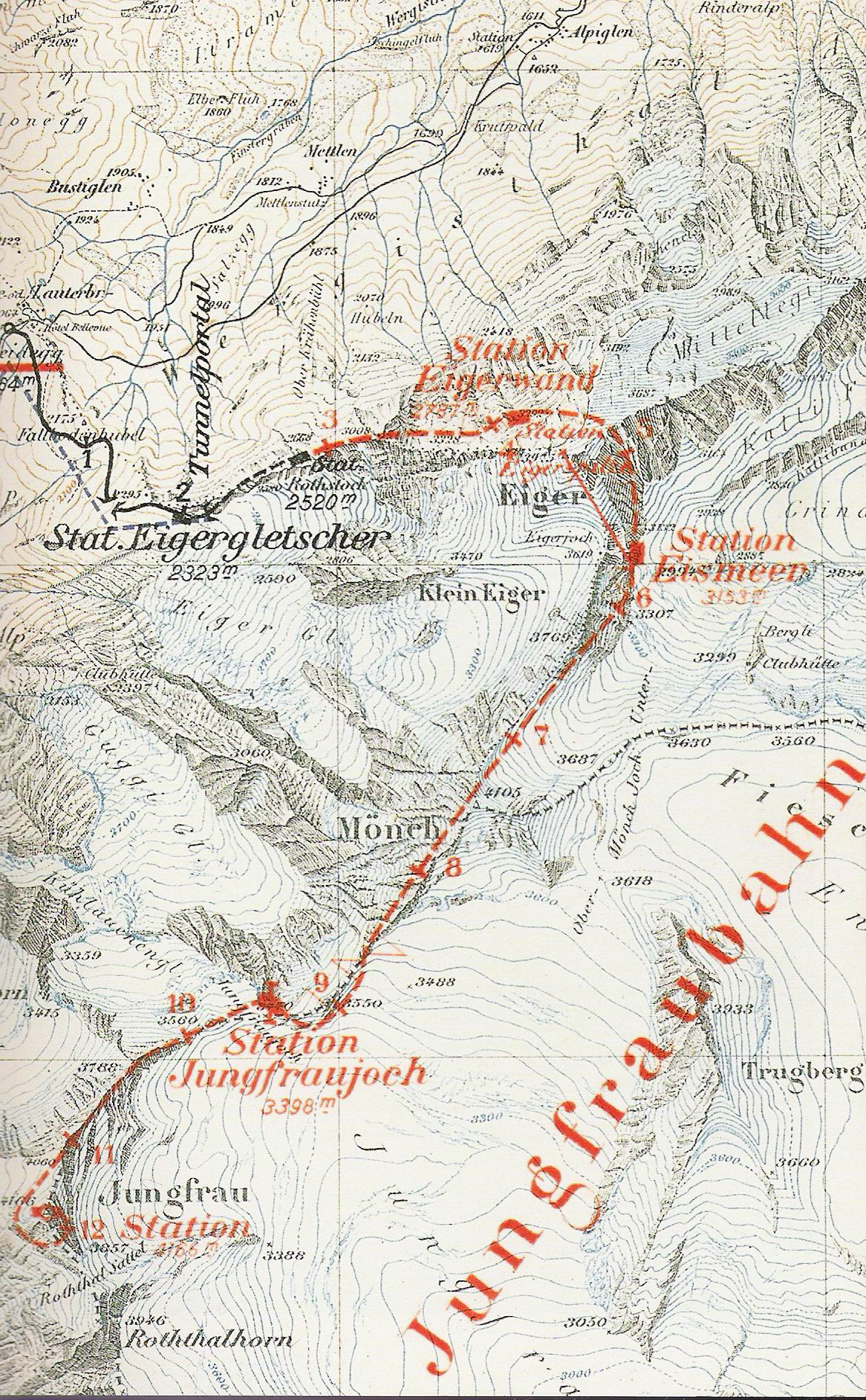
План дороги 1903 года (выполнен не полностью)

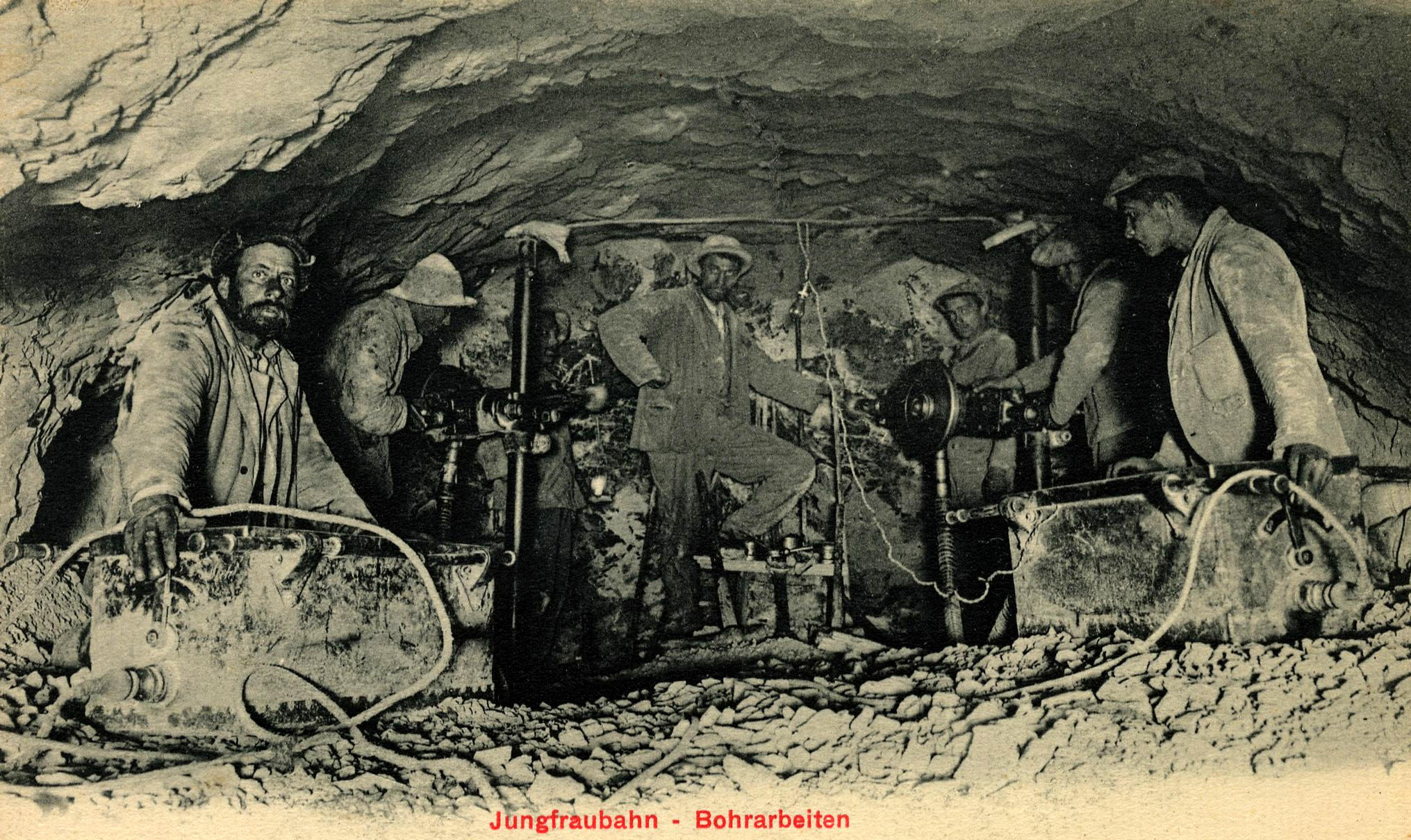
1900 год. Рабочие на строительстве «Юнгфрау»

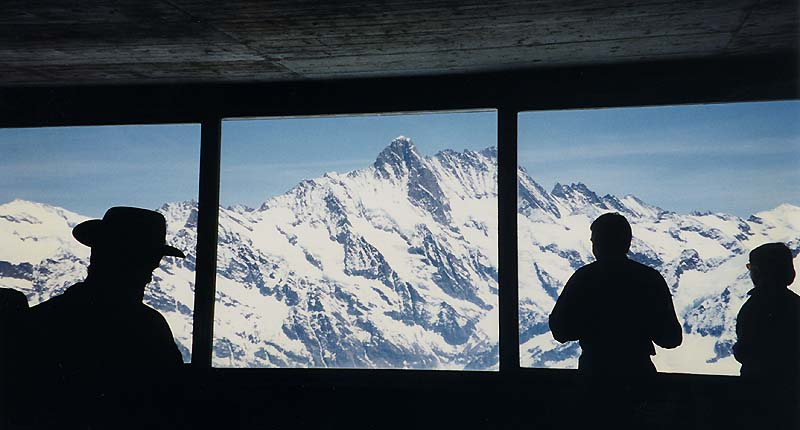
Станция «Айсмеер». Вид на Шрекхорн

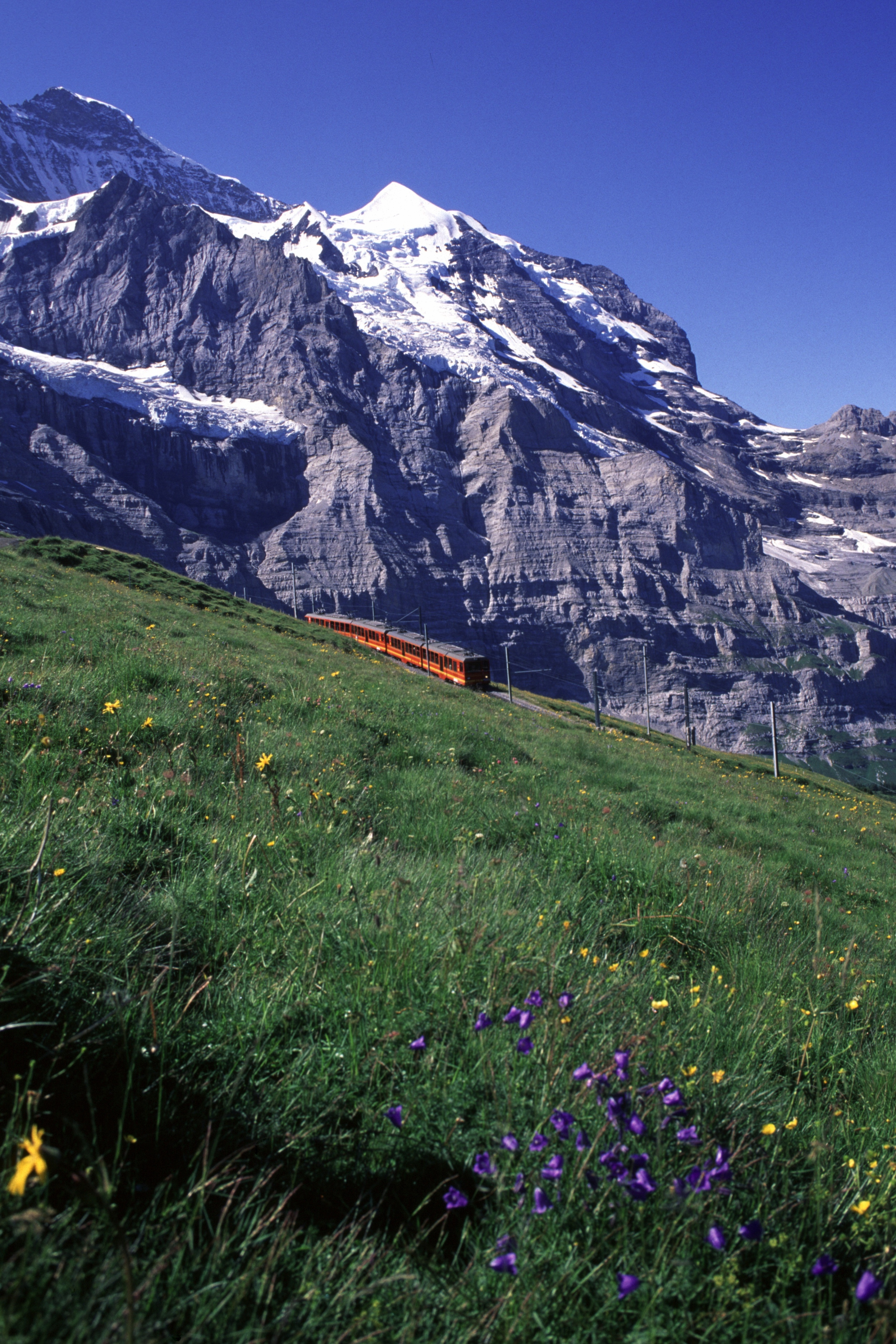
Поезд, следующий из Айгерглетчер в Кляйне-Шайдег

Первые работы начались 27 июля 1896 года. Несмотря на то что дорога соединялась с дорогой «Венгернальп», была выбрана другая ширина колеи (1000 мм вместо 800 мм), другая система зубчатого рельса и трёхфазный ток вместо однофазного тока, что обещало бо́льшую производительность и безопасность дороги.
Строительные работы продвигались с большим трудом. 19 сентября 1898 года открылась первая станция «Айгерглетчер» (Ледник Эйгер) у подножия Эйгера на открытом участке от Кляйне-Шайдег.
Гуйер-Целлер планировал каждый год открывать и пускать станцию за станцией.
Настал черед взрывных работ. Работы велись в туннеле в три смены, каждая продолжительностью в восемь часов. 26 февраля 1899 года в результате взрыва погибло шесть итальянских рабочих. 7 марта 1899 года рабочие достигли намеченной точки станции «Айгерванд» (Стена Эйгера). А 3 апреля того же года в Цюрихе умер Адольф Гуйер-Целлер, движущая сила строительства железной дороги «Юнгфрау».
Его сыновья продолжили строительство, но станция «Айгерванд» в центре Северной стены Эйгера была сдана только 28 июня 1903 года. С этого времени туристы наслаждаются видом Гриндельвальда, открывающимся из смотровых окон станции.
Двумя годами позже, 25 июля 1905 года, была открыта станция «Айсмеер» (Ледяное море) на высоте почти 3160 м с чудесным видом на ледники.
Из-за финансовых трудностей, смерти Адольфа Гуйер-Целлера, а также особенностей (сланцеватости) горных пород, слагающих вершину горы Юнгфрау, первоначальный план строительства был изменен. Вместо подъёма дороги на вершину Юнгфрау трасса была изменена, и конечной станцией стал перевал Юнгфрауйох.
15 ноября 1908 года на складе взрывчатки станции «Айгерванд» произошёл мощный взрыв 150 ящиков с 30 000 кг динамита. Обошлось без жертв, но напряжение нарастало, рабочие начали бастовать.
21 февраля 1912 года был пробит выход на перевал Юнгфрауйох, а 1 августа 1912 года открыта самая высокогорная железнодорожная станция Европы на высоте 3454 м.
Затраты на строительство составили 14,9 миллионов швейцарских франков вместо запланированных 10 миллионов. Строительство продолжалось 16 лет.
Железная дорога изначально строилась в качестве туристической. Подъём до 2016 года занимал 52 минуты, а с 2016 года после введения нового подвижного состава - 35 минут.

## Станции

### Кляйне-Шайдег
На Клайне-Шайдегг расположены отели, а также пересадка на другую зубчатую дорогу Венгернальп (действует с 1893).

### Айгерглетчер
Первые два километра между Кляйне-Шайдег и Айгерглетчер проходят по открытой местности. На станции есть небольшой ресторан.
От станции Айгерглетчер можно совершить пешеходную прогулку вдоль склона Эйгера с перепадом высоты в 712 м, так называемый «Айгер Трейл». Пешеходный маршрут заканчивается на станции «Альпиглен» железной дороги «Венгернальп». При хорошей погоде можно полюбоваться окружающим пейзажем и водопадами. Дорогу указывают своеобразные указатели («туры» или «каирны») из камней.

### Айгерванд

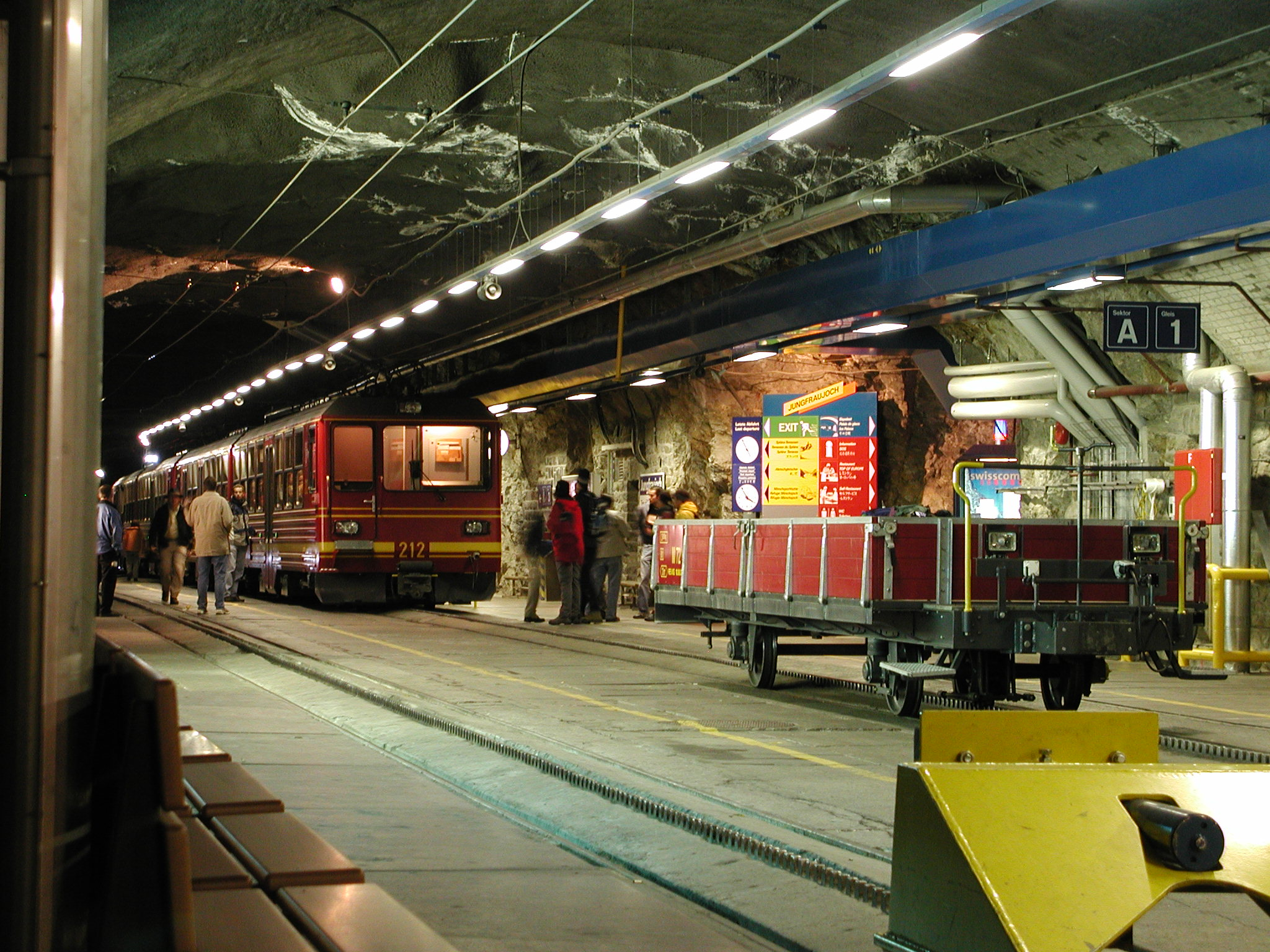
Станция «Юнгфрауйох»

Участок от Айгерглетчер до Айгерванд идет по туннелю вверх. Станция находится в центре знаменитой северной стены Эйгера. Поезд делал остановку на несколько минут, и пассажиры могли полюбоваться через три смотровых окна на открывающийся с высоты 2865 метров вид долины.
C 2016 года станция не используется, поскольку с введением более быстрых поездов им не нужно делать остановку для разъезда.

### Айсмеер
Подземная станция, построенная в горе Эйгер на высоте 3159 метров в 1905 году. Имеются окна с видом на ландшафт из вечных льдов и величественных скал.

### Юнгфрауйох(«Вершина Европы»)
Конечная станция, откуда можно подняться на площадку с обзором на 360 градусов на ледник Алеч, долину Гриндельвальда, вершины Юнгфрау, Мёнх и Эйгер. При посещении рекомендуется надевать солнцезащитные очки для защиты от ультрафиолетовых лучей и тёплую одежду.